# Cercocebus agilis
Il cercocebo agile (Cercocebus agilis) è una scimmia del Vecchio Mondo, appartenente alla famiglia Cercopithecidae.

## Descrizione
La lunghezza del corpo varia tra 45 e 65 cm, quella della coda è approssimativamente la stessa. Il peso può variare tra 5 e 13 kg: il maschio, che può pesare tra 7 e 13 kg, è notevolmente più grande della femmina, il cui peso varia tra 5 e 7 kg. Il colore è olivastro o grigio-verde sul lato dorsale, mentre il lato ventrale è più chiaro, spesso biancastro. Il muso e le estremità degli arti sono neri.

## Distribuzione e habitat
L'areale è in Africa centrale, dal Camerun alla Guinea equatoriale al Gabon settentrionale alla Repubblica del Congo alla Repubblica Democratica del Congo settentrionale ed è limitato a sud dal fiume Congo, al di là del quale vive la specie affine Cercocebus chrysogaster. L'habitat è la foresta pluviale tropicale e in particolare le zone prossime all'acqua che sono inondate stagionalmente.

## Biologia
Come le specie affini, hanno attività diurna sia arboricola che al suolo. La dieta, oltre a frutta e vari altri alimenti vegetali, include uova, insetti e altri piccoli animali.
Recentemente, è stato appurato che questa particolare specie di scimmia ha acquisito da non troppo tempo una nuova abitudine, ovvero quella di cibarsi di piccole antilopi, in genere cuccioli.
Formano gruppi territoriali con uno o più maschi adulti, che possono contenere da 8 a 18 individui.